# Lise Thibault
Lise Thibault (Saint-Roch-de-l'Achigan, 2 de abril de 1939) es una periodista y política canadiense. Fue desde enero de 1997 hasta junio de 2007 lugarteniente-gobernadora de Quebec, representante del jefe de Estado Isabel II, reina de Canadá.